# Huvishka
Huvishka est le cinquième empereur de l'Empire kouchan. Fils et successeur Kanishka, il a régné au cours de la deuxième moitié du IIe siècle et sera suivi par Vasudeva Ier.

## Incertitudes chronologiques
Les dates exactes de la naissance et du décès de Huvishka sont inconnues. Il semble avoir accédé au trône dans la 24e année de l'ère de Kanishka, que l'on attribue dans notre calendrier à l'an 151. Vasudeva Ier lui succède autour de 190.

## Règne

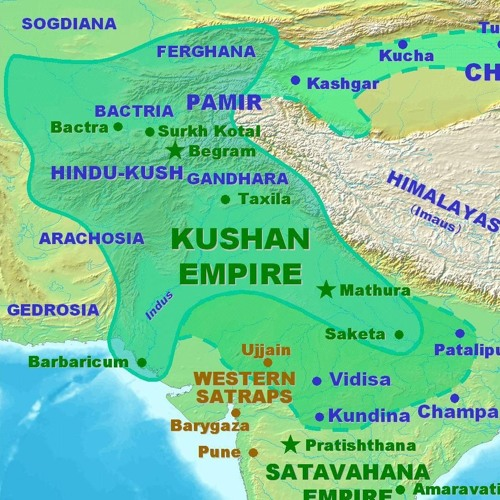
Carte de l'Empire kouchan à son apogée

Huvishka a consolidé le contrôle des Kouchans sur le nord du sous-continent indien. Le pouvoir est alors déplacé vers la ville de Mathura, au sud de l'Empire, qui en devient une des capitales.

## Numismatique
Huvishka est le souverain kouchan qui a émis le plus de pièces de monnaie en or. La plupart de ces monnaies étaient produites à Bactres et à Peshawar, au nord de l'Empire, avec des productions moins importantes quantitativement à Mathura et dans la région du Cachemire. Il a étendu la variété des motifs des monnaies kouchanes en incorporant des thèmes iconographiques d'inspirations gréco-romaines (Heraclès, Niké, Sarapis, etc.), iraniennes (Ardoshko, Athsho, Mah, Pharro, etc.) et indiennes (Oron, Kkomaro, Bizago, Maaseno, Shiva).

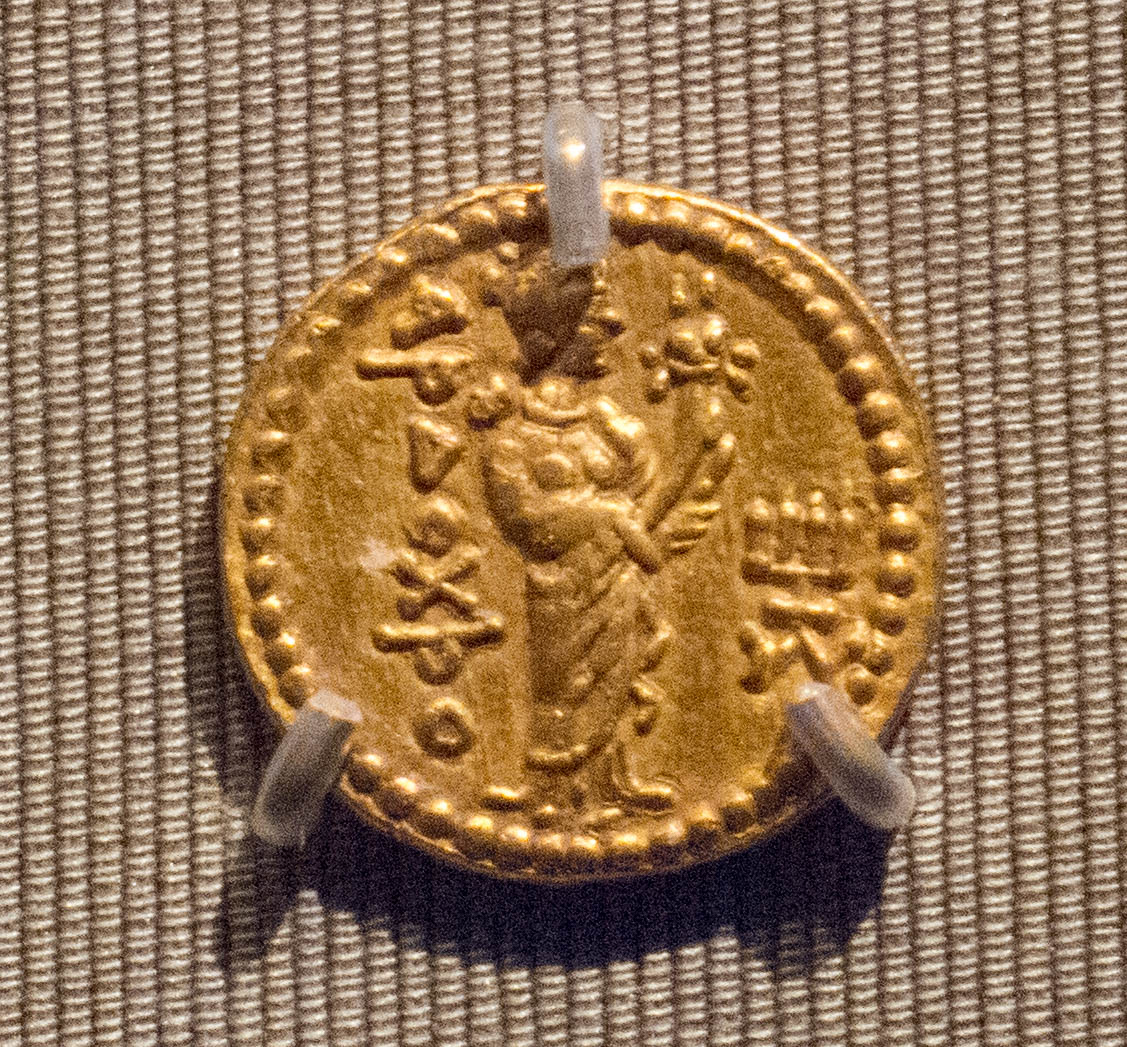
Revers d'une monnaie du roi Huvishka v. 126-163. des Kushans, avec la déesse Ardoshko[3]  Or, diamètre 1,3 cm. Asian Art Museum, San Francisco[4].
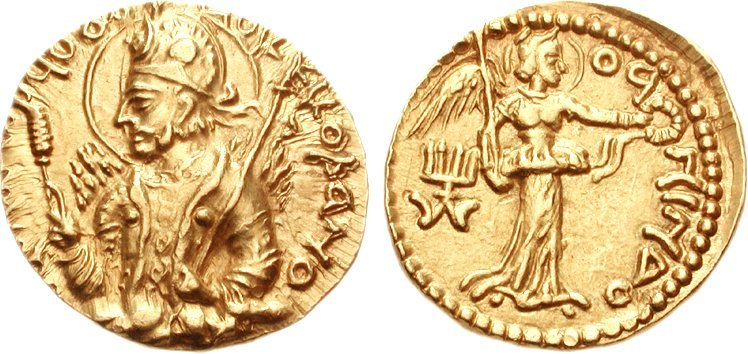
Monnaie du roi Huvishka, avec la déesse Niké, divinité grecque de la victoire.
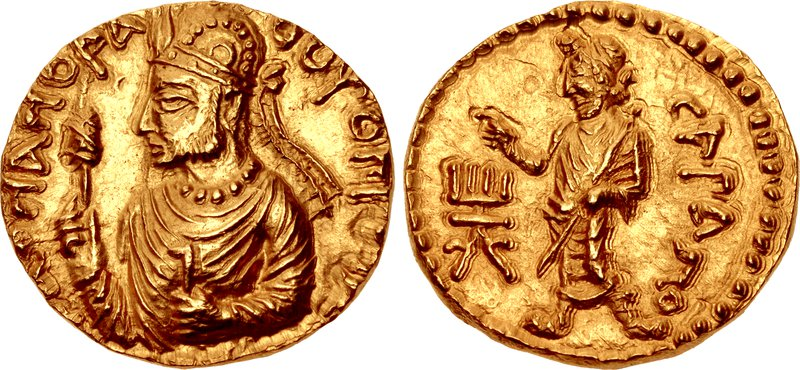
Monnaie du roi Huvishka, avec le dieu gréco-égyptien Sarapis.
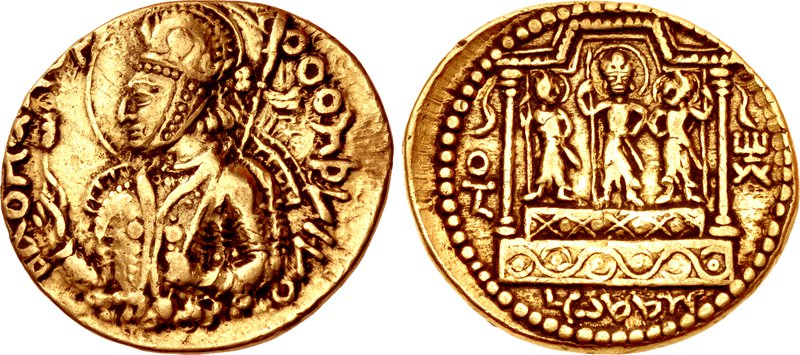
Monnaie du roi Huvishka, avec le dieu Maasena.
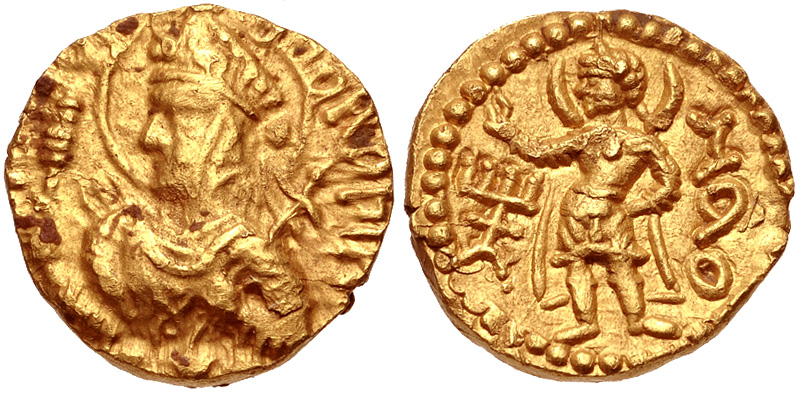
Monnaie du roi Huvishka, avec le dieu Mah (ou Mao), divinité perse de la lune.
Monnaie du roi Huvishka, avec un portrait du monarque et différentes divinités. Les inscriptions sont en alphabet kharoshthi. Cette pièce est conservée au Cleveland Museum of Art.

## Annexe: statuaire
Plusieurs statues sont directement datées du règne de Huvishka.
| Statuaire datée du règne de Huvishka |
| - Bodhisatva de Sravasti, inscrit "règne de Huvishka" (ou peut-être Kanishka). - Statue de Naga, inscrite "An 40 de Huvishka". - Chapiteau à l'éléphant, inscrit "An 39 de Huvishka" - Buddha de Mathura, inscrit "An 33 de Huvishka". |